# Maria Edilene Siqueira
Maria Edilene Siqueira é uma árbitra de futebol brasileira.

## Biografia e carreira
Em novembro de 1992, Siqueira tornou-se a primeira mulher a apitar um jogo profissional masculino no Brasil ao ser selecionada para apitar um jogo entre Sport Recife e Santa Cruz. Sendo este o primeiro clássico, em Pernambuco, liderado por uma mulher.
Em novembro de 1993, durante uma partida entre Corinthians e Cruzeiro no Estádio do Pacaembu, Siqueira foi xingada, ameaçada e recebeu um chute por parte do jogador Nonato. Ele questionava a não marcação de um impedimento em gol marcado por Rivaldo. As imagens da agressão se tornaram um escândalo na imprensa esportiva. Nonato chegou a ser suspenso, porém, em um segundo julgamento, a pena foi diminuída.
Siqueira atuou nas copas do mundo femininas de 1995, na Suécia, e 1999, nos Estados Unidos.